# Чазма
Чазма је град у средишњем делу Хрватске. Град је удаљен око 60 km од Загреба и око 30 km од Бјеловарa. Налази се на површини од 238 km². У граду живи 8.077 становника, 96% чине Хрвати.

## Прошлост
Чазма је било значајно средњовековно место. Ту је 1334. године било чак шест цркава. Бискупски двор је у време најезде Турака претворен у утврђење. Турци су током великог освајачког похода заузели тврђаву Чазму (Зачасна) 1552. године. Турски заповедник Малкоч-бег је 1559. године наредио да се разори тврђава, да је не би преотели и користили непријатељи. Ту је до 1565. године било седиште санџак-бега. Ново насељавање у Чазми почело је 1610. године када се обнавља тврђава, захваљујући грофу Томи Ердедију.
Месни трговац Ђуро Авировић је са својом супругом приложио 1862. године за изградњу српске православне цркве и школског парохијског дома у Бечу - 175 ф. Православни становници Чазме почетком 20. века потпадали су под цркву и парохију села Липовчани. Српских ђака у комуналној основној школи у Чазми је 1905/1906. године било свега 13.

## Становништво

### Град Чазма

#### Број становника по пописима
| Националност   | 2001. | 1991. | 1981. | 1971. | 1961.  | 1953.  | 1948.  | 1931.  | 1921.  | 1910.  | 1900.  | 1890. | 1880. | 1869. | 1857. |
| бр. становника | 8.895 | 8.862 | 9.284 | 9.745 | 11.160 | 12.636 | 12.365 | 12.381 | 10.925 | 11.286 | 10.459 | 9.196 | 8.310 | 7.637 | 7.412 |

- напомене: Настао из старе општине Чазма.

### Чазма (насељено место)

#### Број становника по пописима
| Националност   | 2001. | 1991. | 1981. | 1971. | 1961. | 1953. | 1948. | 1931. | 1921. | 1910. | 1900. | 1890. | 1880. | 1869. | 1857. |
| бр. становника | 2.878 | 2.785 | 2.489 | 1.754 | 1.353 | 1.325 | 1.197 | 1.137 | 961   | 1.011 | 918   | 695   | 657   | 562   | 489   |

## Попис 1991.
На попису становништва 1991. године, насељено место Чазма је имало 2.785 становника, следећег националног састава:
| Попис 1991.‍   | Попис 1991.‍  | Попис 1991.‍ | Попис 1991.‍ | Попис 1991.‍ |
| ------------- | ------------ | ----------- | ----------- | ----------- |
|               |              |             |             |             |
| Хрвати        | Хрвати       |             | 2.540       | 91,20%      |
| Срби          | Срби         |             | 86          | 3,08%       |
| Југословени   | Југословени  |             | 69          | 2,47%       |
| Албанци       | Албанци      |             | 10          | 0,35%       |
| Бугари        | Бугари       |             | 6           | 0,21%       |
| Словенци      | Словенци     |             | 5           | 0,17%       |
| Мађари        | Мађари       |             | 4           | 0,14%       |
| Чеси          | Чеси         |             | 4           | 0,14%       |
| Македонци     | Македонци    |             | 3           | 0,10%       |
| Муслимани     | Муслимани    |             | 3           | 0,10%       |
| Словаци       | Словаци      |             | 2           | 0,07%       |
| Украјинци     | Украјинци    |             | 1           | 0,03%       |
| неопредељени  | неопредељени |             | 40          | 1,43%       |
| регион. опр.  | регион. опр. |             | 1           | 0,03%       |
| непознато     | непознато    |             | 11          | 0,39%       |
| укупно: 2.785 |              |             |             |             |